# (100231) Monceau
(100231) Monceau es un asteroide perteneciente al cinturón exterior de asteroides, descubierto el 12 de agosto de 1994 por Eric Walter Elst desde el Observatorio de La Silla, Chile.

## Designación y nombre
Designado provisionalmente como 1994 PB20. Fue nombrado Monceau en honor al astrónomo francés Jean Sylvain Bailly además de matemático y masón. En el año 1759 calculó una órbita para la próxima aparición del cometa Halley.

## Características orbitales
Monceau está situado a una distancia media del Sol de 3,958 ua, pudiendo alejarse hasta 5,116 ua y acercarse hasta 2,799 ua. Su excentricidad es 0,292 y la inclinación orbital 2,783 grados. Emplea 2876 días en completar una órbita alrededor del Sol.

## Características físicas
La magnitud absoluta de Monceau es 14,5. Tiene 9,254 km de diámetro y su albedo se estima en 0,04.